# مسرح تركية
يشير المسرح التركي إلى الأنشطة المسرحية في تركيا التي ظهرت كمزيج فريد ومعقد من تقاليد المسرح في البلاد والتأثيرات الغربية.
هناك أربعة تقاليد مسرحية رئيسية أثرت في بعضها البعض: المسرح الشعبي الدرامي، والمسرح الشعبي، ومسرح المحكمة، والمسرح الغربي.

## تقاليد المسرح

### المسرح الشعبي الدرامي
الفن الدرامي موجود بين الأتراك منذ آلاف السنين.  هناك وجهات نظر مختلفة حول الأصول. وفقًا لبعض العلماء، تطور المسرح الشعبي من طقوس إنسانية تمارس في منطقة الأورال-الطايك ، بينما يرى آخرون أن المسرح الشعبي التركي مرتبط بالفولكلور الخاص بحضارات الأناضول المبكرة مثل فريجيا أو الحضارات الحيثية . وبغض النظر عن أصوله، فقد ظل المسرح الشعبي قائمًا لعدة قرون بين آلاف القرى المنتشرة في جميع أنحاء الريف. وتتكون إلى حد كبير من الأعمال الدرامية الشعبية التي يؤديها القرويون أنفسهم خلال الاحتفالات العائلية أو أثناء الدورة الزراعية. وهي مصحوبة بالتمثيل الإيمائي والرقصات وعروض الدمى.

### المسرح الشعبي

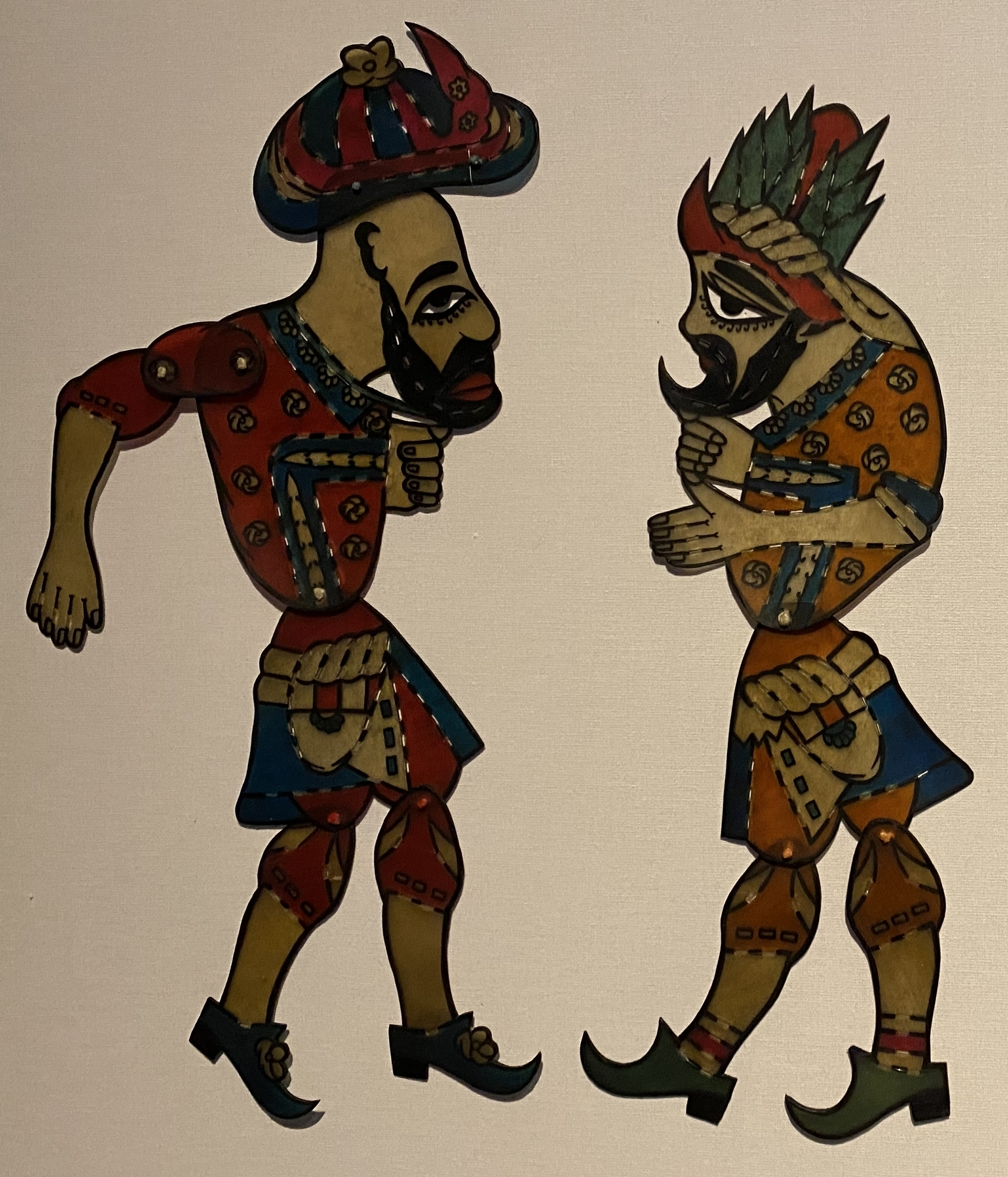
شخصيات قره غوز

المسرح الشعبي هو العروض المقدمة للجمهور في أماكن مثل الساحات العامة أو المقاهي أو المنازل الخاصة من قبل رواة القصص أو محركي الدمى أو الممثلين الحيين. ينتمي فناني الأداء إلى نقابات ومجتمعات مختلفة، تسمى "كول" أو "سيمات". 
يُطلق على رواة القصص اسم " مداح ". يروون إما روايات رومانسية شعبية أو أساطير وطنية أو روايات دينية أو روايات تاريخية زائفة.
مسرح الظل هو شكل من أشكال المسرح حيث تظهر الأشكال المقطوعة على شاشة مضاءة. يُعرف باسم قره غوز وكان الشكل الأكثر انتشارًا للمسرح الشعبي في تركيا. 
العرض الأوسط هو الكوميديا التركية التي يتم عرضها في المناطق الحضرية للطبقات الوسطى.

### مسرح المحكمة
في تركيا، حتى فترة التغريب، كان مسرح المحكمة يحاكي ببساطة المسرح الشعبي، الذي تم تشكيله بطريقة أكثر دقة وأدبية. لم يقدم فنانو مسرح الكورت عروضهم فقط للطبقة الأرستقراطية في القصور؛ كانوا يؤدون في الاحتفالات العامة التي تنظم في مناسبات مثل زواج البلاط، أو ولادة أمير جديد أو ختانه، أو الانتصار في الحرب، أو اعتلاء حاكم جديد.

### تقاليد المسرح الغربي
بدأ التغريب في تركيا بخطة واسعة من الإصلاحات في عام 1839، والتي أثبتت أنها مواتية لتطوير التقاليد المسرحية الغربية في تركيا. تم تحقيق اندماج الأشكال الدرامية الغربية والتركية إلى حد كبير من خلال جهود الوسطاء الأرمن. كان أغوب فارتوفيان ( جولو أغوب )، الذي ترأس فرقة المسرح العثماني في إسطنبول من عام 1867 إلى عام 1882، أحد أهم الشخصيات. 
في عام 1870، مُنح جولو أغوب براءة اختراع احتكارية لمدة عشر سنوات لإنتاج الدراما المشروعة باللغة التركية في إسطنبول. ونتيجة لذلك، تم تشجيع المنتجين الآخرين على إنشاء مسارح في المقاطعات. وكان رجال الدولة الأتراك مثل ضياء باشا وأحمد وفيق باشا من بين هؤلاء الرواد الذين أسسوا شركات مسرحية في المحافظات. كانت فترة 15 عامًا بعد ثورة 1908 هي الفترة التي تم فيها افتتاح العديد من المسارح الجديدة. كان المسرح يعتبر أداة مثالية لتعزيز الروح المعنوية المدنية والعسكرية حيث تدخل البلاد في حروب تلو الأخرى بما في ذلك الحرب الإيطالية التركية ، وحروب البلقان ، والحرب العالمية الأولى .

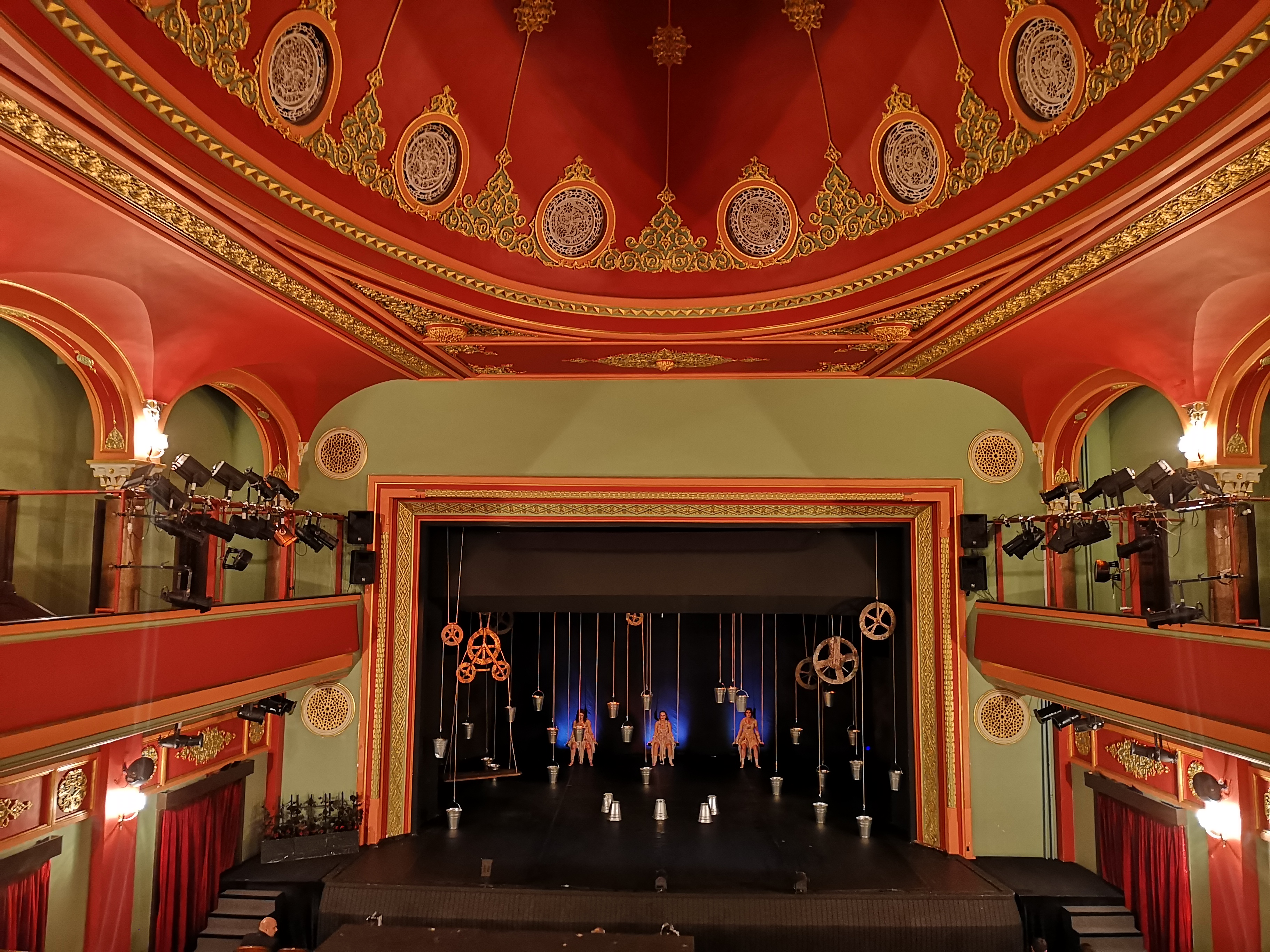
إحدى خشبات مسارح الدولة في أنقرة

بعد تأسيس الجمهورية التركية ، اعتبرت الحكومة الجديدة المسرح عنصرًا أساسيًا لتحديث البلاد. تأسست شركة مسرح الدولة في عام 1949. ويتم دعمه من خلال الأموال الحكومية ومبيعات التذاكر. بحلول عام 2023، ستقدم مسارح الدولة عروضها على خشبة المسرح في 12 مقاطعة. 

## أنظر أيضا
- التلفاز في تركيا
- ثقافة تركيا